# 王峥涛
王峥涛（1956年—），男，中国生药学家、中药资源与鉴定专家，现任上海中医药大学中药研究所所长、教授、博士生导师，曾任药典委员会委员。